# Sybra canoides
Sybra canoides là một loài bọ cánh cứng trong họ Cerambycidae.